# Station Geel
Station Geel is een spoorwegstation langs spoorlijn 15 in de Belgische stad Geel.

## Geschiedenis
Het station van Geel werd gebouwd in 1880 en wordt anno 2025 bediend door IC-treinen en stoptreinen naar Antwerpen enerzijds en IC-treinen naar Mol, Hamont en Hasselt, samen met stoptreinen tot Mol anderzijds.
In 2015 werd de lijn die door het station loopt geëlektrificeerd. Hierdoor rijden er tegenwoordig elektrische treinen (voornamelijk Desiro's) tussen Mol en Antwerpen. Toch wordt het station ook nog bediend door dieseltreinstellen, die anno 2025 op weekdagen nog steeds ongeveer de helft van de IC-treinen Antwerpen - Hamont/Hasselt voorzien.

## Voorzieningen
Het station van Geel beschikt over loketten. Sinds 1 maart 2024 op weekdagen zijn deze geopend van 7.15 uur tot 14.30 uur. Buiten de openingsuren kan alleen gebruik worden gemaakt van kaartautomaten.
Het station beschikt niet over een buffet of cafetaria, maar wel over een fietsenparking. Ook is het station aangesloten op het Blue-bike-fietsnetwerk.

## Treindiensten
| Serie       | Treinsoort               | Route                                                                                                   | Bijzonderheden                     |
| ----------- | ------------------------ | --- | ---------------------------------- |
| IC 10       | Intercity (NMBS)         | Antwerpen-Centraal – Geel – Mol – Hamont                                                                |                                    |
| S 33        | S-trein Antwerpen (NMBS) | Antwerpen-Centraal – Herentals – Geel – Mol                                                             | Rijdt alleen op werkdagen.         |
| P 7205/8205 | Piekuurtrein (NMBS)      | Mol – Geel – Mechelen – Brussel-Zuid                                                                    | Rijdt alleen op werkdagen.         |
| P 8220      | Piekuurtrein (NMBS)      | [ Hamont – Geel – ] / [ Essen – Antwerpen-Centraal – ] Leuven – Heverlee                                | Een trein op zondagavond.          |
| P 8225      | Piekuurtrein (NMBS)      | Tongeren – Hasselt – Geel – Leuven                                                                      | In het weekend in december en mei. |
| ICT 6710    | Toeristentrein (NMBS)    | [ Neerpelt – Geel – ] / [ Turnhout – ] Herentals – Mechelen – Gent-Sint-Pieters – Brugge – Blankenberge | Rijdt in juli en augustus.         |

## Reizigerstellingen
De grafiek en tabel geven het gemiddeld aantal instappende reizigers weer op een week-, zater- en zondag.
| Tabel: aantal instappende reizigers station Geel | Tabel: aantal instappende reizigers station Geel | Tabel: aantal instappende reizigers station Geel | Tabel: aantal instappende reizigers station Geel |
|                                                  | Weekdag                                          | Zaterdag                                         | Zondag                                           |
| ------------------------------------------------ | ------------------------------------------------ | ------------------------------------------------ | ------------------------------------------------ |
| 1977                                             | 1 046                                            | 207                                              | 301                                              |
| 1978                                             | 1 024                                            | 184                                              | 229                                              |
| 1979                                             | 994                                              | 274                                              | 224                                              |
| 1980                                             | 1 197                                            | 284                                              | 255                                              |
| 1981                                             | 1 185                                            | 247                                              | 290                                              |
| 1982                                             | 1 255                                            | 278                                              | 272                                              |
| 1983                                             | 1 300                                            | 223                                              | 350                                              |
| 1984                                             | 1 324                                            | 311                                              | 326                                              |
| 1985                                             | 1 133                                            | 303                                              | 384                                              |
| 1986                                             | 1 164                                            | 286                                              | 363                                              |
| 1987                                             | 1 123                                            | 309                                              | 373                                              |
| 1988                                             | 1 246                                            | 361                                              | 343                                              |
| 1989                                             | 1 120                                            | 296                                              | 280                                              |
| 1990                                             | 1 132                                            | 323                                              | 446                                              |
| 1991                                             | 1 071                                            | 288                                              | 352                                              |
| 1992                                             | 1 287                                            | 302                                              | 363                                              |
| 1993                                             | 1 069                                            | 323                                              | 417                                              |
| 1994                                             | 1 417                                            | 515                                              | 318                                              |
| 1995                                             | 1 434                                            | 433                                              | 386                                              |
| 1996                                             | 1 484                                            | 593                                              | 552                                              |
| 1997                                             | 1 561                                            | 509                                              | 446                                              |
| 1998                                             | 1 445                                            | 474                                              | 502                                              |
| 1999                                             | 1 609                                            | 502                                              | 504                                              |
| 2000                                             | 1 657                                            | 644                                              | 558                                              |
| 2001                                             | 1 315                                            | 463                                              | 422                                              |
| 2002                                             | 1 201                                            | 462                                              | 415                                              |
| 2003                                             | 1 379                                            | 537                                              | 574                                              |
| 2004                                             | 1 591                                            | 641                                              | 563                                              |
| 2005                                             | 1 749                                            | 754                                              | 646                                              |
| 2006                                             | 2 025                                            | 662                                              | 668                                              |
| 2007                                             | 2 038                                            | 686                                              | 745                                              |
| 2008                                             | -                                                | -                                                | -                                                |
| 2009                                             | 2 102                                            | 845                                              | 730                                              |
| 2010                                             | -                                                | -                                                | -                                                |
| 2011                                             | -                                                | -                                                | -                                                |
| 2012                                             | 2 215                                            | 833                                              | 542                                              |
| 2013                                             | 2 260                                            | 781                                              | 647                                              |
| 2014                                             | 1 593                                            | 680                                              | 740                                              |
| 2015                                             | 1 586                                            | 628                                              | 763                                              |
| 2016                                             | 1 727                                            | 569                                              | 607                                              |
| 2017                                             | 1 660                                            | 639                                              | 592                                              |
| 2018                                             | 1 816                                            | 753                                              | 596                                              |
| 2019                                             | 1 686                                            | 615                                              | 635                                              |
| 2020                                             | 1 141                                            | 120                                              | 128                                              |
| 2021                                             | -                                                | -                                                | -                                                |
| 2022                                             | 1 687                                            | 695                                              | 648                                              |
| 2023                                             | 1 484                                            | 482                                              | 451                                              |
| 2024                                             | 1 881                                            | 842                                              | 767                                              |

## Galerij

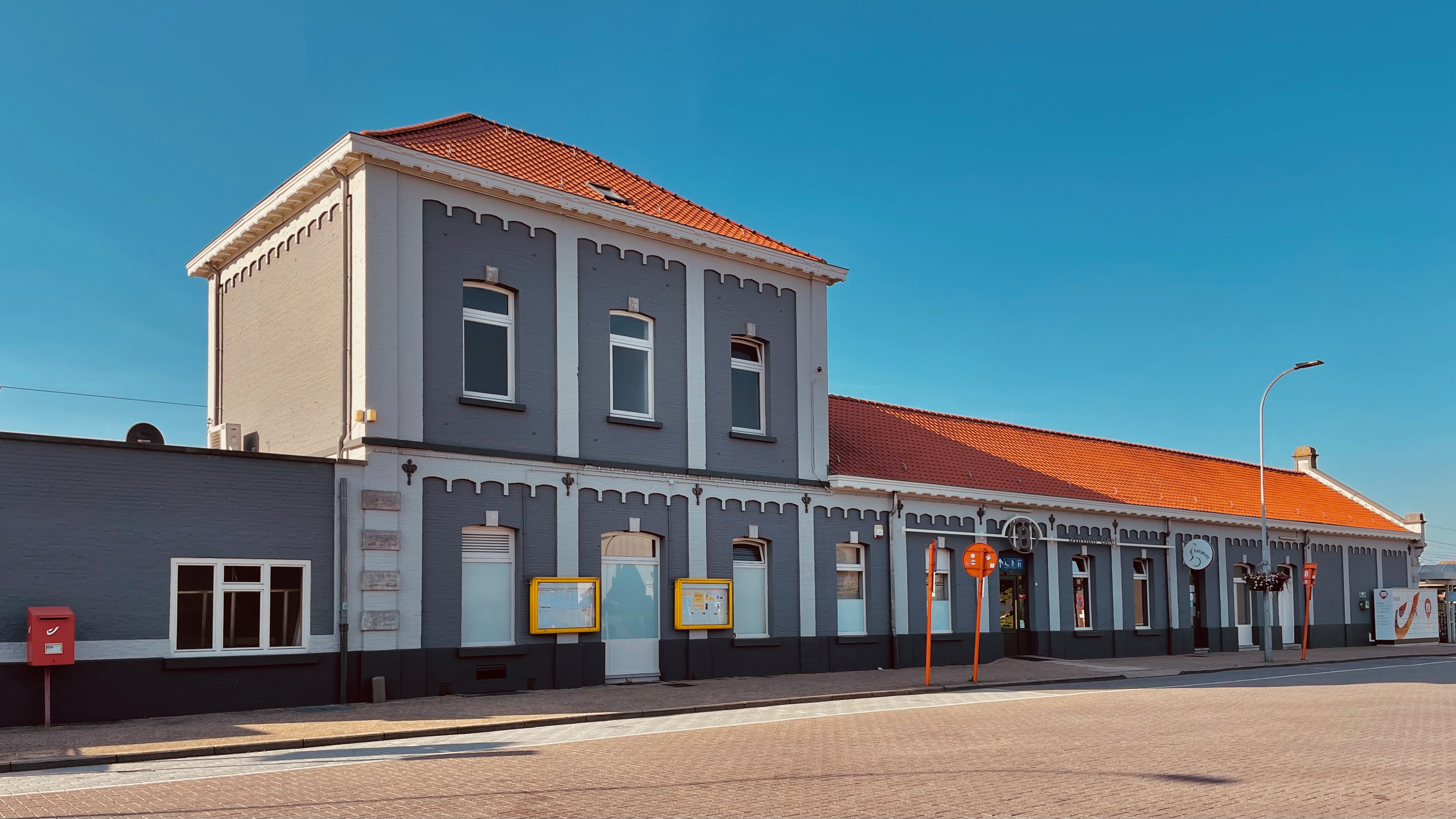
Stationsgebouw (2021)
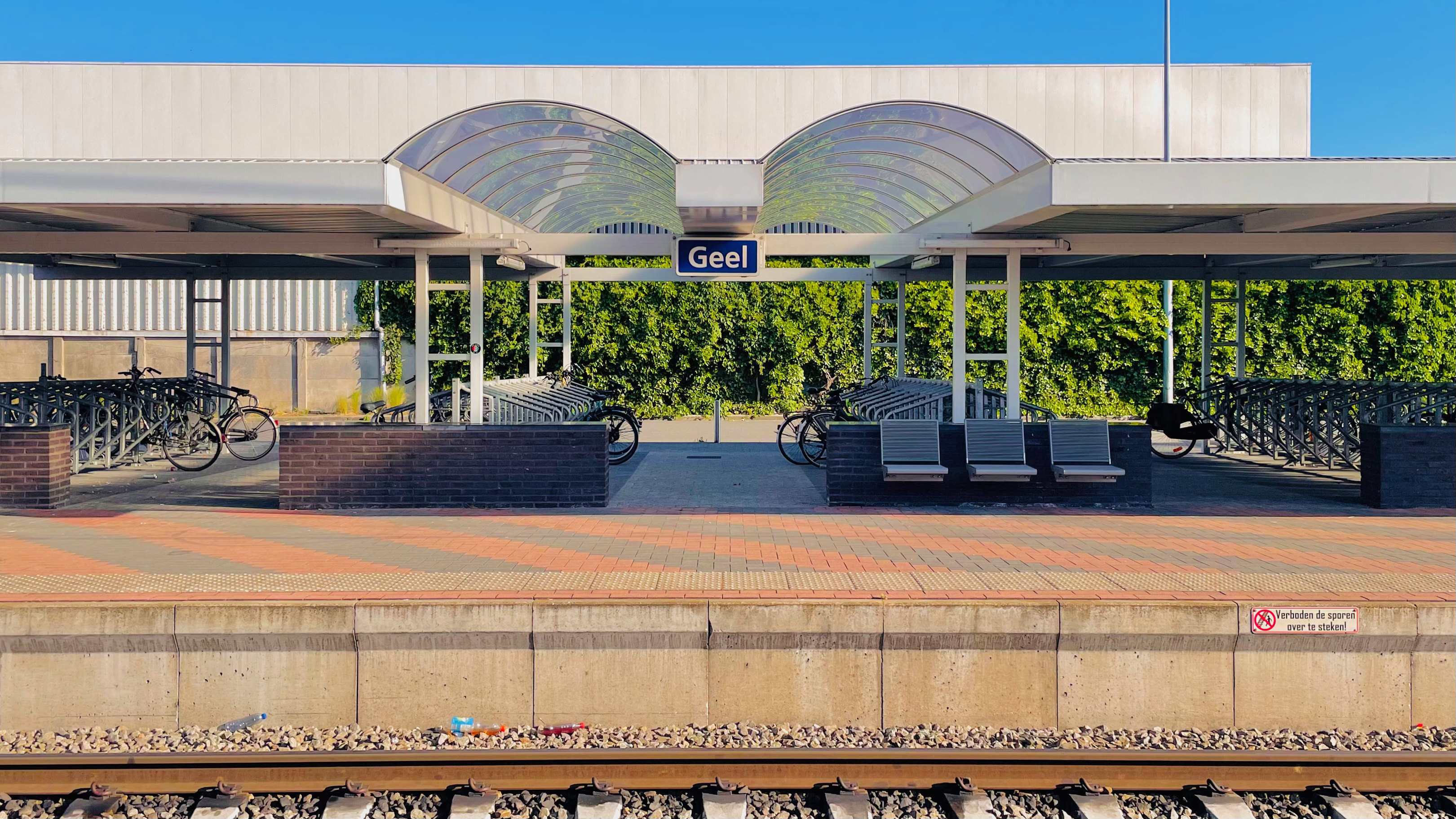
Plaatsnaambord aan de fietsenparking (2021)
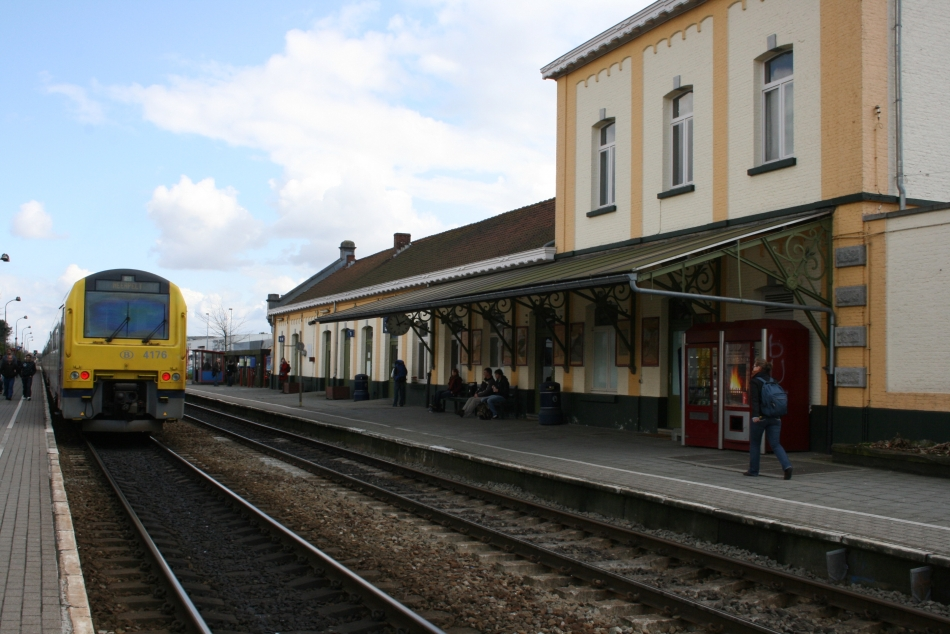
Station met dieseltrein (2009)

1,3: Krijgsbaan ·
2,8: Liersebaan ·
3,9: Boechout ·
4,9: Vos ·
6,4: Boshoek ·
9,3: Lier ·
11,1: Lisp ·
12,8: Kessel ·
16,3: Nijlen ·
21,9: Bouwel ·
24,1: Wolfstee ·
26,4: Herentals-Kanaal ·
28,0: Herentals ·
34,0: Olen ·
37,1: Larum ·
40,1: Geel ·
46,5: Millegem ·
49,3: Mol ·
54,0: Balen ·
Ingene-Immer ·
62,8: Leopoldsburg ·
Beverlo ·
68,0: Beringen-Mijn ·
71,2: Beringen ·
74,6: Heusden ·
78,0: Zolder ·
80,2: Houthalen ·
83,3: Kolveren ·
84,9: Zonhoven ·
86,6: Zonhoven-Badplaats
- Inventaris van het Bouwkundig Erfgoed (Vlaanderen): 52369